# Technická univerzita v Sydney
Technická univerzita v Sydney (anglicky: University of Technology Sydney) je veřejná výzkumná univerzita sídlící v australském městě Sydney, ve státě Nový Jižní Wales. Univerzita byla založena ve své současné podobě v roce 1988, i když její počátky jako technické instituce lze vysledovat až do roku 1870. Univerzita je organizována do 9 fakult a škol. Kampus se nachází na jižním okraji centrální obchodní čtvrti Sydney, v blízkosti hlavního nádraží. Kampusu dominuje brutalistická UTS Tower otevřená roku 1979. V říjnu 2006 byla UTS Tower zvolena v anketě deníku The Sydney Morning Herald nejošklivější budovou v Sydney. V roce 2023 na škole studovalo bezmála 48 tisíc studentů. Prestiž školy neustále roste - podle QS World University Rankings 2025 jde o 88. nejkvalitnější vysokou školu na světě a 9. nejkvalitnější v Austrálii.